# Cappadocia
Ne doit pas être confondu avec Cappadoce.
Cappadocia est une commune de la province de L'Aquila dans les Abruzzes en Italie.

## Géographie
- Les grottes de Beatrice Cenci

## Administration
| Période                                  | Période  | Identité       | Étiquette | Qualité |
| ---------------------------------------- | -------- | -------------- | --------- | ------- |
| 14 juin 2004                             | En cours | Bruno Murzilli |           |         |
| Les données manquantes sont à compléter. |          |                |           |         |

### Hameaux
Petrella Liri, Verrecchie, Camporotondo

### Communes limitrophes
Camerata Nuova (RM), Castellafiume, Filettino (FR), Pereto, Rocca di Botte, Tagliacozzo, Vallepietra (RM)